# Fogny

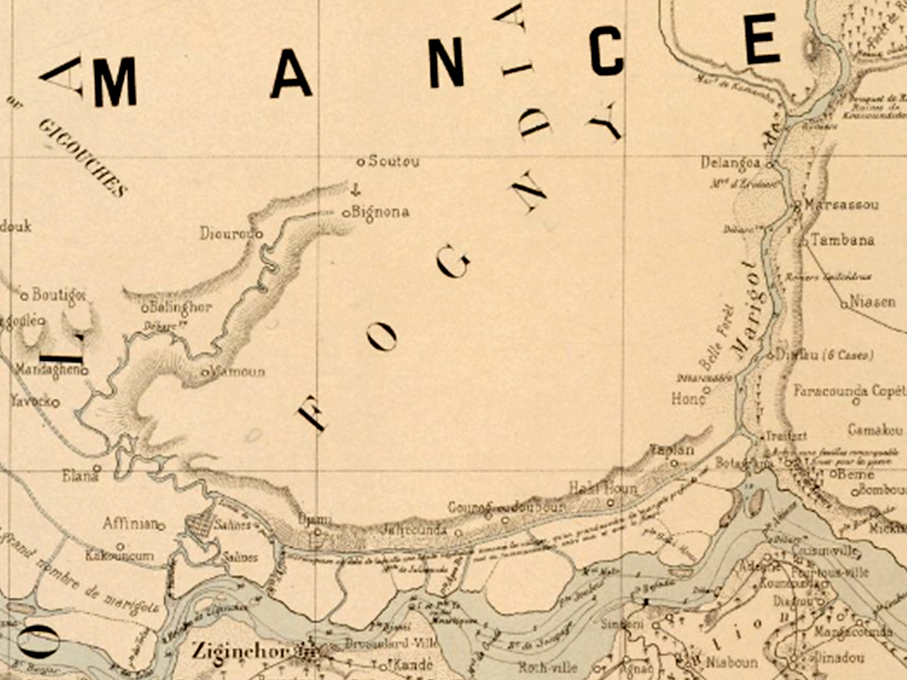
Localització del Fogny sobre un mapa antic (1890)

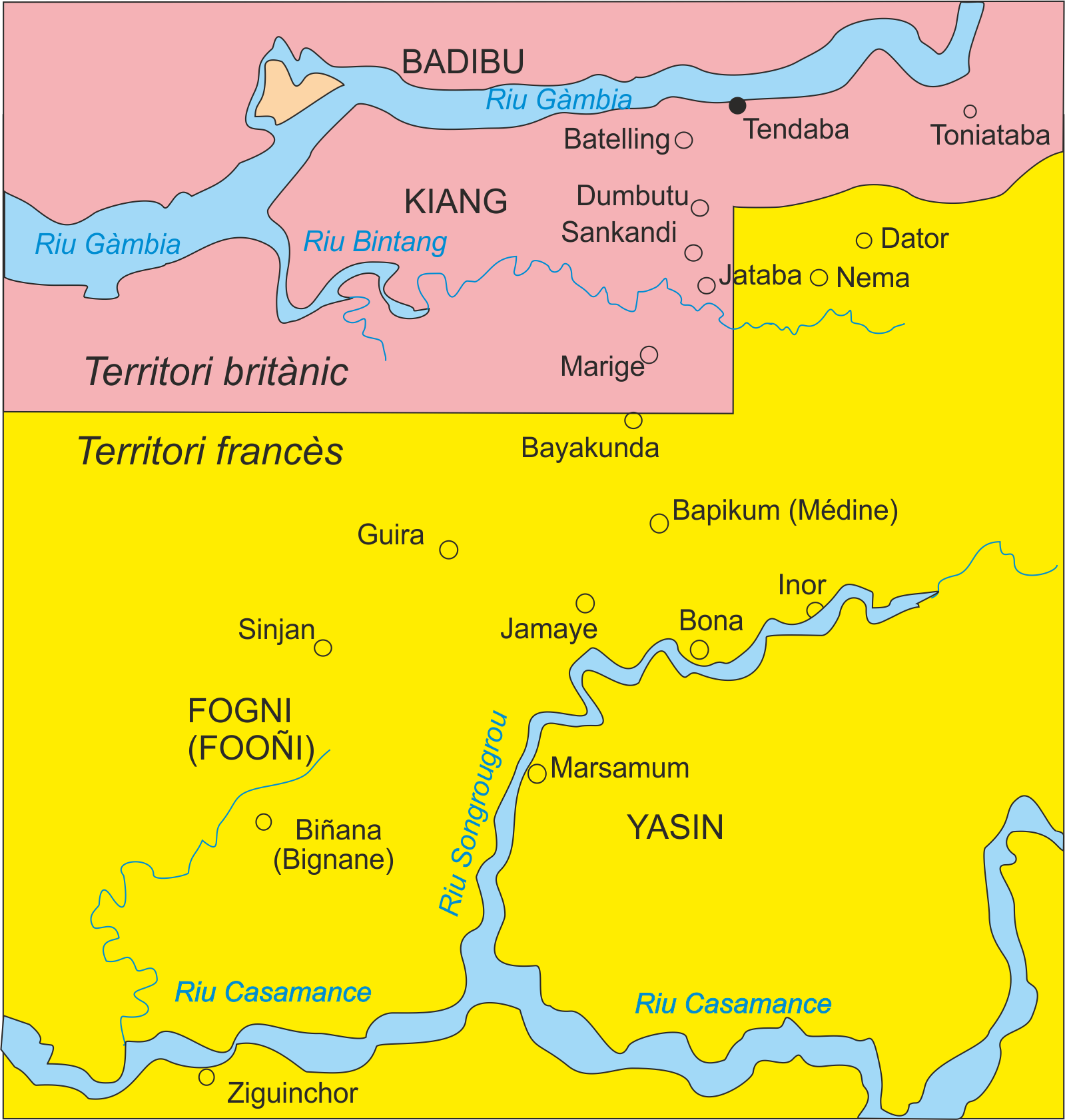
Regions de Kiang i Fogny a Gàmbia-Senegal

El Fogny (o Fooñi) és una petita regió de Casamance (Sénégal), situada entre el Casamance i Gàmbia, al nord de Ziguinchor.
Algunes poblacions com Bignona – la capital –, Baïla, Sindian o Diouloulou en fan part.

## Història
En 1878-1880 el Fogny fou envaït pel marabut manding Fode Kaba. Per un tractat signat el 7 de maig de 1883 Fode Kaba va acceptar posar el Fogny i la regió veïna de Kiang sota protectorat de França. Pel Fogny rebia una pensió de 5000 francs que el 1896 va intentar ser retirada per què la regió no produï tant; el 1901 els francesos van derrotar a Fode Kaba i van annexionar els seus dominis.